# Sám doma a bohatý
Sám doma a bohatý (orig. Richie Rich, někdy stylizováno jako Ri¢hie Ri¢h) je americká filmová adaptace komiksové postavy Richieho Riche od Harvey Comics v hlavní roli s Macaulayem Culkinem. Jedná se o jeho poslední film, ve kterém vystupoval jako dětský herec. O čtyři roky později bylo natočeno pokračování Sám doma a bohatý 2: Vánoční přání.

## Děj
Richard "Richie" Rich Jr. je nejbohatším dítětem na světě, syn bohatého miliardáře, byl vychován pomocí všeho, co mohou přinést peníze, ale jeho jediným společníkem je jeho věrný sluha Herbert Cadbury. Jednou, když slavnostně předává zaměstnancům továrnu, kterou nechal jeho otec Richard Rich Sr. modernizovat, si Richie všimne dětí, které hrají baseball. Richie si s nimi chce zahrát, ale jeho bodyguard Ferguson mu v tom zabrání.
Aby mohl být Richie neustále v kontaktu se svým zaneprázdněným otcem, vynalezl profesor Keenbean "Dadlink", který Richard v několika sekundách lokalizuje a umožní spojení mezi otcem a synem. Chamtivý finanční ředitel Rich Industries Lawrence Van Dough spolu s Fergusonem nechají vybouchnout letadlo s Richovými na cestě na návštěvu královny Alžběty II. s tím, že se pak Van Dough zmocní bohatství Richových. Na palubu letadla ale na poslední chvíli nenastoupí Richie – Cadbury pro něj zorganizuje víkend s dětmi z baseballového hřiště, se kterými se Richie spřátelí.
Richovým se podaří z letadla skočit do oceánu ještě před výbuchem. Van Dough věří, že všichni Richovi jsou mrtví, a tak se ujme vedení společnosti a začne omezovat její charitativní činnost. Zavírá i továrnu, kterou na začátku filmu Richie předával zaměstnancům, a ve které pracují Richieho noví přátelé. To Richieho naštve, a tak se prostřednictvím svého zákonného zástupce Cadburyho chopí vedení společnosti. Tím získá i zájem médií.
Van Dough zařídí, aby byl Cadbury obviněn z vraždy Richových, čímž znemožní, aby byl zákonným zástupcem Richieho. Tím se tak stane Van Dough. Ten propustí všechny zaměstnance v sídle Richových, toho tak izoluje od světe a udělá z něj vězně ve vlastním domě. Profesor Keenbean ale pomůže Richiemu uprchnout. Richie se pak rozhodne pomoci Cadburymu z vězení. Když Cadbury uprchne, je napaden jedním z Van Doughových nohsledů, ale ubrání se. Cadbury a Richie se pak s pomocí svých přátel rozhodnou získat Richieho dům zpět.
Když všichni proniknou do domu Richových, pomocí Dadlinku, který Richard na moři opravil, zjistí, že Richovi jsou v domě. Van Dough donutí Richovi, aby ho přivedli k jejich rodinnému trezoru. Fergusonova stráž dopadne Richieho a jeho přátele a uvězní je v jednom z Keenbeanových vynálezů, kde mají zemřít. Keenbean tento plán ale zmaří a osvobodí je. Richie si potom vezmu tašku plnou Keenbeanových vynálezů, aby mu pomohly osvobodit rodiče.
Richovi Van Dougha dovedou do rodinného trezoru, kde Van Dough zjistí, že trezor je plný památek na jejich život, to znamená, že tam není nic cenného pro něj. Zoufalý z toho, že nedostal peníze, pokusí se Van Dough Richovi zastřelit. Vtom zasáhne Richie, a tak se rozhodne zastřelit jeho. Díky jednomu z Keenbeanových vynálezů je ale Richieho oblečení neprůstřelné. Richovým se nakonec podaří uniknout, Van Dough je propuštěn a zatčen.
Později, když Richie hraje se svými novými přáteli baseball, Richard a Regina poznamenají, že teď je Richie skutečně nejbohatším chlapcem na světě, protože našel opravdu důležitou věc, kterou si za peníze koupit nemůže – přátele.

## Obsazení
| Macaulay Culkin    | Richard "Richie" Rich Jr.       |
| John Larroquette   | Lawrence Van Dough              |
| Edward Herrmann    | Richard Rich Sr.                |
| Christine Ebersole | Regina Richová                  |
| Michael McShane    | profesor Keenbean               |
| Claudia Schiffer   | Claudia                         |
| Jonathan Hyde      | Herbert Arthur Runcible Cadbury |
| Chelcie Ross       | Ferguson                        |
| Joel Robinson      | Omar                            |
| Reggie Jackson     | trenér baseballu                |
| Mariangela Pino    | Diane Pazinski                  |
| Stephi Lineburg    | Gloria Pazinski                 |
| Jonathan Hilario   | Pee Wee                         |
| Rory Culkin        | malý Richie                     |
| Ben Stein          | učitel ekonomie                 |